# Karen De Visscher
Karen De Visscher (Wilrijk, 15 december 1961) is een Vlaamse actrice.
Ze studeerde af in 1983 met een eerste prijs aan de afdeling dramatische kunsten van het Koninklijk Conservatorium in Brussel.
In het theater was ze actief met onder meer het NTGent, het Brussels Kamertoneel en Theater De Komeet waar ze ook één productie regisseerde. Met Cour & Jardin bracht ze samen met Jef Demedts "Jouw hand in mijn hand".
Een bekende televisierol is die van Dominique Vervoort in Wittekerke en die van Moeder Magda in Grappa.
Ze speelde gastrollen in  Recht op Recht (bazin Red Butterfly in 2002),  Lili en Marleen (Dame in het café), Witse (Madame Butterfly (2006) en Sandra De Roo (2010)),
Thuis (Mia van de dienst pleegzorg), Aspe (Helene Van Camp), F.C. De Kampioenen (Hondenkapster) en Verschoten & Zoon (Vriendin van Magda). In de jaren tachtig van vorige eeuw was ze een van de poppenspeelsters van Het Liegebeest en had ze een rol in Meester, hij begint weer!.
Als stemactrice had ze rollen in meerdere animatiefilms, én was ze de stem van Dipsy in de Vlaamse versie van de Teletubbies. Voor zowat alle zenders leverde ze de commentaarstem, onder meer voor Ten huize van en Het leven zoals het is. Ze was buiten beeld omroepster bij VT4 van 1997 tot 2002 en bij VIJFtv sinds de opstart. In 2012 werd ze de vaste Nederlandstalige omroepstem van NMBS.
Ze is ook actief als leerkracht aan de Gentse Academie voor Muziek, Woord en Dans. Ze is getrouwd met collega acteur Frans Maas, bekend als Miel Verbiest uit Familie.